# Осиковський потік
Осиковський потік (словац. Osikovský potok) — річка; права притока Фрічковського потоку, протікає в окрузі Бардіїв.
Довжина приблизно 6,5-6,6 км. Витік знаходиться в масиві Ондавська височина — на висоті приблизно 795—800 метрів.
Протікає територією сіл Фрічковце і Осіков.. Впадає у Фрічковський потік на висоті приблизно 330 метрів.